# Olympische Sommerspiele 1980/Teilnehmer (Kamerun)
| Gelbes Symbol für Goldmedaillen mit stilisierten Olympischen Ringen | Graues Symbol für Silbermedaillen mit stilisierten Olympischen Ringen | Braundes Symbol für Bronzemedaillen mit stilisierten Olympischen Ringen |
| ------------------------------------------------------------------- | --------------------------------------------------------------------- | ----------------------------------------------------------------------- |
| —                                                                   | —                                                                     | —                                                                       |

Kamerun nahm an den Olympischen Sommerspielen 1980 in Moskau mit einer Delegation von 25 Athleten (22 Männer und 3 Frauen) an 23 Wettkämpfen in fünf Sportarten teil. Ein Medaillengewinn gelang keinem der Athleten.

## Teilnehmer nach Sportarten

### Boxen
- Joseph Ahanda
Bantamgewicht: im Achtelfinale ausgeschieden

- Jean-Pierre Mbereke-Baban
Federgewicht: in der 1. Runde ausgeschieden

- Paul Kamela
Halbweltergewicht: in der 1. Runde ausgeschieden

- Jean-Paul Nanga-Ntsah
Halbschwergewicht: im Achtelfinale ausgeschieden

### Judo
- Gerard Tom-Tam
Halbleichtgewicht: im Achtelfinale ausgeschieden

- Maurice Nkamden
Leichtgewicht: in der Hoffnungsrunde ausgeschieden

- Philippe Simo
Halbmittelgewicht: in der 1. Runde ausgeschieden

- Henri-Richard Lobe
Mittelgewicht: in der Hoffnungsrunde ausgeschieden

- Essambo Ewane
Halbschwergewicht: im Achtelfinale ausgeschieden

### Leichtathletik
Männer
- Grégoire Illorson
100 m: im Halbfinale ausgeschieden
200 m: im Vorlauf ausgeschieden

Frauen
- Ruth Enang Mesode
100 m: im Vorlauf ausgeschieden
200 m: im Vorlauf ausgeschieden

- Agnès Tchuinté
Speerwurf: 17. Platz

- Cécile Ngambi
Fünfkampf: 17. Platz

### Radsport
- Joseph Evouna
Straßenrennen: Rennen nicht beendet

- Joseph Kono
Straßenrennen: Rennen nicht beendet
Mannschaftszeitfahren: 22. Platz

- Thomas Nyemeg
Straßenrennen: Rennen nicht beendet

- Nicolas Owona
Straßenrennen: Rennen nicht beendet
Mannschaftszeitfahren: 22. Platz

- Charles Bana
Mannschaftszeitfahren: 22. Platz

- Toussaint Fouda
Mannschaftszeitfahren: 22. Platz

### Ringen
- Victor Kede Manga
Federgewicht, Freistil: in der 2. Runde ausgeschieden

- Victor Koualaigue
Leichtgewicht, Freistil: in der 2. Runde ausgeschieden

- Isaie Tonye
Weltergewicht, Freistil: in der 2. Runde ausgeschieden

- Zachée N’Dock
Mittelgewicht, Freistil: in der 2. Runde ausgeschieden

- Jean-Claude Biloa
Halbschwergewicht, Freistil: in der 2. Runde ausgeschieden

- Bourcard Binelli
Schwergewicht, Freistil: in der 2. Runde ausgeschieden